# North Northumberland Football League
North Northumberland Football League är en engelsk fotbollsliga baserad i Northumberland, grundad 1898. Den har en division, kallad Division One, som ligger på nivå 14 i det engelska ligasystemet.
Ligan består av klubbar från området mellan de två floderna Tweed och Wansbeck.
Ligan är en matarliga till Northern Football Alliance.

## Mästare
| Säsong  | Division One                      | Division Two           |
| ------- | --------------------------------- | ---------------------- |
| 2005/06 | Amble United                      | Alnmouth United        |
| 2006/07 | Amble United                      | Hedgeley Rovers        |
| 2007/08 | Stobswood Welfare                 | Bedlington Terrier Res |
| 2008/09 | Ashington Booze Brothers Athletic | Alnwick Town Reserves  |
| 2009/10 | Rothbury                          | Lynemouth Institute    |
| 2010/11 | Alnwick Town FC Reserves          | Wooler                 |